# Isaiah Whitehead
Isaiah Whitehead (Brooklyn, 8 marzo 1995) è un cestista statunitense.

## Carriera

### NBA: Brooklyn Nets (2016-2018)
Venne chiamato alla 42ª scelta del Draft NBA 2016 dagli Utah Jazz, che più tardi nella notte lo cedettero ai Brooklyn Nets, squadra della città di natale di Whitehead. Lui stesso dichiarò successivamente di aver realizzato un sogno venendo a giocare nei Nets, venendo applaudito dai tifosi Nets presenti in massa al Draft in quanto si svolse proprio al Barclays Center di Brooklyn.
Fece il suo esordio in NBA nella gara inaugurale della stagione persa dai Nets contro i Boston Celtics 122-117.
Il 24 gennaio 2017 realizzò 19 punti nella gara persa in casa per 112-86 contro i San Antonio Spurs. Il 9 aprile 2017, con una stoppata nella partita vinta per 107-106 contro i Chicago Bulls, eguagliò il record di stoppate per un playmaker in una stagione, stabilito da Darwin Cook che ne aveva realizzate 36 nella stagione 1980-1981.
In stagione tenne di media 7,4 punti a partita in 73 partite disputate, di cui 26 in quintetto base anche a causa degli infortuni accorsi al titolare della squadra Jeremy Lin.
Nella stagione successiva, visti l'arrivo di D'Angelo Russell e la presenza in rosa di Jeremy Lin e Spencer Dinwiddie nello stesso ruolo di Isaiah (ovvero quello di play), e un affollamento anche nel secondo ruolo di Whitehead (ovvero quello di guardia), Whitehead iniziò a trovare meno spazio e venne spedito in alcune occasioni dai Brooklyn Nets ai Long Island Nets in NBA G-League.
Il 14 luglio 2018 venne ceduto ai Denver Nuggets in cambio di Darrell Arthur e Kenneth Faried, venendo subito tagliato dalla franchigia del Colorado.

### Parentesi in Europa (2018-2019)
Il 6 agosto 2018 Whitehead sbarcò in Europa firmando un contratto con i russi del Lokomotiv Kuban'. Tuttavia l'8 gennaio 2019 lascia il club.

### Ritorno in NBA: Detroit Pistons (2019)
Il 16 gennaio 2019 firmò un two-way contract con i Detroit Pistons. Tuttavia giocò solamente in G-League e mai coi Pistons.

### Astana (2019)
Il 10 ottobre 2019 si accorda con l'Astana.

## Statistiche

### College
| Anno      | Squadra            | PG | PT | MP   | TC%  | 3P%  | TL%  | RP  | AP  | PRP | SP  | PP   |
| --------- | ------------------ | -- | -- | ---- | ---- | ---- | ---- | --- | --- | --- | --- | ---- |
| 2014-2015 | Seton Hall Pirates | 22 | 19 | 27,8 | 36,7 | 34,6 | 74,6 | 3,9 | 3,5 | 1,4 | 0,6 | 12,0 |
| 2015-2016 | Seton Hall Pirates | 34 | 33 | 32,3 | 37,9 | 36,5 | 76,0 | 3,6 | 5,1 | 1,2 | 1,4 | 18,2 |
| Carriera  | Carriera           | 56 | 52 | 30,5 | 37,5 | 35,9 | 75,7 | 3,7 | 4,5 | 1,3 | 1,1 | 15,8 |

### NBA

#### Regular Season
| Anno      | Squadra       | PG | PT | MP   | TC%  | 3P%  | TL%  | RP  | AP  | PRP | SP  | PP  |
| --------- | ------------- | -- | -- | ---- | ---- | ---- | ---- | --- | --- | --- | --- | --- |
| 2016-2017 | Brooklyn Nets | 73 | 26 | 22,5 | 40,2 | 29,5 | 80,5 | 2,5 | 2,6 | 0,6 | 0,5 | 7,4 |
| 2017-2018 | Brooklyn Nets | 16 | 0  | 11,3 | 46,5 | 38,9 | 68,4 | 1,6 | 1,3 | 0,5 | 0,1 | 6,3 |
| Carriera  | Carriera      | 89 | 26 | 20,5 | 41,1 | 30,5 | 78,8 | 2,4 | 2,4 | 0,6 | 0,4 | 7,2 |

### G League
| Anno      | Squadra          | PG | PT | MP   | TC%  | 3P%  | TL%  | RP  | AP  | PRP | SP  | PP   |
| --------- | ---------------- | -- | -- | ---- | ---- | ---- | ---- | --- | --- | --- | --- | ---- |
| 2017-2018 | Long Island Nets | 30 | 24 | 28,7 | 44,9 | 36,0 | 84,5 | 3,7 | 3,6 | 1,1 | 0,3 | 22,3 |
| 2018-2019 | G. Rapids Drive  | 25 | 21 | 29,3 | 41,8 | 29,8 | 76,3 | 4,0 | 3,9 | 1,0 | 0,9 | 18,4 |
| Carriera  | Carriera         | 55 | 45 | 29,0 | 43,5 | 33,5 | 81,3 | 3,8 | 3,7 | 1,1 | 0,7 | 20,5 |

### Eurocup
| Anno      | Squadra          | PG | PT | MP   | TC%  | 3P%  | TL%  | RP  | AP  | PRP | SP  | PP   |
| --------- | ---------------- | -- | -- | ---- | ---- | ---- | ---- | --- | --- | --- | --- | ---- |
| 2018-2019 | Lokomotiv Kuban' | 8  | 2  | 21,5 | 43,7 | 40,0 | 84,2 | 3,2 | 3,4 | 0,8 | 0,4 | 11,0 |
| 2020-2021 | Mornar Bar       | 14 | 8  | 24,1 | 46,9 | 40,0 | 81,3 | 2,9 | 3,1 | 1,1 | 0,3 | 14,4 |
| Carriera  | Carriera         | 22 | 10 | 23,1 | 45,9 | 40,0 | 82,4 | 3,0 | 3,2 | 1,0 | 0,3 | 13,2 |

## Palmarès

### Squadra
- Supercoppa polacca: 1

Śląsk Breslavia: 2024

### Individuale
- McDonald's All-American Game (2014)